# Małżeństwo osób tej samej płci w Portugalii
     Małżeństwo
     Rejestrowany związek partnerski
     Konkubinat
     Konstytucja definiuje małżeństwo jako związek kobiety i mężczyzny
     Związki jednopłciowe nieuznawane

Status prawny związków osób tej samej płci w Europie:
Małżeństwo
Rejestrowany związek partnerski
Konkubinat
Konstytucja definiuje małżeństwo jako związek kobiety i mężczyzny
Związki jednopłciowe nieuznawane

Małżeństwa osób tej samej płci są legalne w Portugalii od 5 czerwca 2010. Portugalia jest ósmym krajem na świecie, który zalegalizował takie małżeństwa.

## Historia
1 marca 2001 Portugalia przyznała homoseksualnym konkubinatom część praw, jakie mają małżeństwa.
10 października 2008 parlament odrzucił dwa projekty ustaw legalizujących małżeństwa homoseksualne zgłoszone przez Blok Lewicy i Zielonych.
31 lipca 2009 portugalski Trybunał Konstytucyjny orzekł, że brak możliwości zawarcia małżeństwa przez dwie osoby tej samej płci nie narusza zapisów konstytucji, które zakazują dyskryminacji ze względu na orientację seksualną. Wyrok jest efektem skargi złożonej przez Teresę Pires i Helenę Paixão, którym w 2006 odmówiono zgody na zawarcie małżeństwa.
18 stycznia 2009 premier José Sócrates obiecał legalizację małżeństw osób tej samej płci, jeśli jego ugrupowanie, Partia Socjalistyczna, wygra wybory parlamentarne zaplanowane na 27 września 2009. Socjaliści wygrali wybory, ale utracili większość w parlamencie. W październiku Socrates potwierdził zamiar legalizacji małżeństw osób tej samej płci. Własny projekt ustawy w tej kwestii ponownie przedstawił Blok Lewicy. 17 grudnia 2009 roku rząd przyjął projekt ustawy legalizującej małżeństwa osób tej samej płci.
8 stycznia 2010 parlament przyjął ustawę w pierwszym czytaniu, stosunkiem głosów 125–99. Za przyjęciem propozycji rządowej opowiedziały się Partia Socjalistyczna, Blok Lewicy, PCP oraz PEV, przeciwko – Partia Socjaldemokratyczna i CSC/PP. Odrzucono jednocześnie wnioski PSD i CSC/PP o referendum w sprawie małżeństw jednopłciowych (inicjatywa obywatelska: ponad 90 tys. podpisów). Parlament odrzucił również projekt ustawy wprowadzającej cywilne związki partnerskie dla par homoseksualnych zgłoszony przez PSD, a także propozycje Bloku Lewicy i Zielonych zakładające umożliwienie parom homoseksualnym adopcji dzieci. 10 lutego komisja konstytucyjna parlamentu skierowała rządowy projekt do drugiego czytania. 11 lutego parlament ostatecznie przyjął ustawę. 
24 lutego komisja konstytucyjna przedłożyła ustawę prezydentowi Aníbalowi Cavaco Silvie. 13 marca prezydent skierował ją do Trybunału Konstytucyjnego. 8 kwietnia Trybunał orzekł, że ustawa jest zgodna z konstytucją. 28 kwietnia wyrok Trybunału został opublikowany w oficjalnym dzienniku rządowym. 17 maja prezydent podpisał ustawę, podkreślając zarazem w orędziu do narodu, że jest ona sprzeczna z jego przekonaniami. 31 maja ustawa została opublikowana w oficjalnym dzienniku i weszła w życie 5 czerwca.